# Central City (Iowa)
Central City és una població dels Estats Units a l'estat d'Iowa. Segons el cens del 2000 tenia 1.157 habitants.

## Demografia
Segons el cens del 2000, Central City tenia 1.157 habitants, 490 habitatges, i 320 famílies. La densitat de població era de 501,9 habitants per km².
Dels 490 habitatges en un 31,4% hi vivien nens de menys de 18 anys, en un 54,1% hi vivien parelles casades, en un 7,6% dones solteres, i en un 34,5% no eren unitats familiars. En el 31,4% dels habitatges hi vivien persones soles el 19% de les quals corresponia a persones de 65 anys o més que vivien soles. El nombre mitjà de persones vivint en cada habitatge era de 2,36 i el nombre mitjà de persones que vivien en cada família era de 2,97.
Per edats la població es repartia de la següent manera: un 25,5% tenia menys de 18 anys, un 6,9% entre 18 i 24, un 28,6% entre 25 i 44, un 21,3% de 45 a 60 i un 17,7% 65 anys o més.
L'edat mediana era de 39 anys. Per cada 100 dones de 18 o més anys hi havia 83,8 homes.
La renda mediana per habitatge era de 36.544 $ i la renda mediana per família de 49.318 $. Els homes tenien una renda mediana de 33.083 $ mentre que les dones 24.400 $. La renda per capita de la població era de 18.800 $. Entorn de l'1,3% de les famílies i el 3,3% de la població estaven per davall del llindar de pobresa.

## Poblacions més properes
El següent diagrama mostra les poblacions més properes.